# Rēzeknes novads
Rēzeknes novads is een gemeente in Letgallen in het oosten van Letland. Hoofdplaats is de stad Rēzekne. Deze maakt zelf echter geen deel uit van de gemeente.
De huidige gemeente ontstond op 1 juli 2021, toen de bestaande gemeente werd uitgebreid met de gemeente Viļānu novads. Sindsdien komt het grondgebied van de gemeente Rēzeknes novads overeen met dat van het district Rēzekne (Rēzeknes rajons), dat van 1950 tot 2009 had bestaan.
De eerdere gemeente ontstond in 2009 bij een herindeling, waarbij de landelijke gemeenten Audriņi, Bērzgale, Čornaja, Dricāni, Feimaņi, Gaigalava, Griškāni, Ilzeskalns, Kantinieki, Kaunata, Lendži, Lūznava, Mākoņkalns, Malta, Nagļi, Nautrēni, Ozolaine, Ozolmuiža, Puša, Rikava, Sakstagal, Silmala, Stoļerova, Strūžāni en Vērēmi werden samengevoegd.

Nationale steden (valstspilsētas):

Daugavpils  · Jelgava · Jūrmala · Liepāja · Rēzekne · Riga · Ventspils

Gemeenten (novadi):

Ādažu novads
· Aizkraukles novads
· Alūksnes novads
· Augšdaugavas novads
· Balvu novads
· Bauskas novads
· Cēsu novads
· Dienvidkurzemes novads
· Dobeles novads
· Gulbenes novads
· Jelgavas novads
· Jēkabpils novads
· Krāslavas novads
· Kuldīgas novads
· Ķekavas novads
· Limbažu novads
· Līvānu novads
· Ludzas novads
· Madonas novads
· Mārupes novads
· Ogres novads 
· Olaines novads
· Preiļu novads
· Rēzeknes novads 
· Ropažu novads
· Salaspils novads
· Saldus novads
· Saulkrastu novads
· Siguldas novads
· Smiltenes novads
· Talsu novads
· Tukuma novads
· Valkas novads
· Valmieras novads
· Varakļānu novads
· Ventspils novads 